# Jonny Buckland
Jonathan Mark "Jonny" Buckland (Islington, Londres, 11 de setembre de 1977) és un músic multiinstrumentista anglès conegut per tocar la guitarra en el grup de rock Coldplay.

## Biografia
Buckland, néixer a Islington, districte de Londres, i va viure en aquesta ciutat fins als quatre anys, llavors es va mudar amb la seva família a Pantymwyn (prop de Mold, Sir y Fflint, Gal·les). Als 11 anys va començar a interessar-se per la guitarra, gràcies al seu germà gran (Tim) que era un gran fanàtic de My Bloody Valentine, no s'ho va prendre seriosament del tot fins que no va descobrir The Stone Roses, Ride, George Harrison i U2. També va començar a tocar el piano. Posteriorment va tornar a Londres per estudiar astronomia i matemàtiques al University College London, on va conèixer els seus futurs companys de banda. Mentre estudiava a Londres també va treballar com encarregat de neteja i de conserge en una escola.
És un gran seguidor de l'equip anglès de futbol Tottenham Hotspur F.C.. Va ser vegetarià durant uns anys però degut a una estada al Japó, en la qual no va poder advertir que no menjava carn a causa de problemes de comunicació, va redescobrir el gust de la carn i des de llavors en va tornar a menjar.
L'any 2009 es va casar amb Chloe Lee-Evans, amb la qual tenen una filla de nom Violet (2007) i un fill anomenat Jonah (2011). Té una gran amistat amb Chris Martin, i de fet, és el padrí de la seva filla Apple.

## Carrera musical
Als inicis de la seva carrera va formar la banda Pectoral juntament amb Chris Martin, el 1997 s'hi va unir Guy Berryman, i un any després Will Champion també es va incorporar al grup. Llavors li van canviar el nom a la banda per Starfish. Buckland i Martin van començar a escriure cançons, Berryman tocava el baix i la bateria, però finalment qui la va tocar va ser Champion. El nom definitiu del grup, Coldplay, no va arribar fins a l'any 1998.
L'any 2000, Coldplay es va fer mundialment famós amb el seu àlbum Parachutes. Després d'aquell gran èxit van publicar alguns àlbums més que també van tenir molt èxit, com per exemple: A Rush of Blood to the Head, X&Y, Viva la Vida or Death and All His Friends i l'últim Mylo Xyloto.
Buckland utilitza principalment la guitarra elèctrica Telecaster Thinline, i en segon lloc una Fender Stratocaster. El seu estil per tocar la guitarra està molt influenciat per The Edge de U2 però altres influències són els guitarristes Eric Clapton, George Harrison i Jimi Hendrix.